# Dichotomosiphonaceae
Dichotomosiphonaceae, porodica od tridesetak vrtsta zelenih alga iz reda Bryopsidales. Ime je dobila po rodu Dichotomosiphon.

## Rodovi
1. Avrainvillea Decaisne
2. Cladocephalus M.Howe
3. Dichotomosiphon A.Ernst